# Phụ nữ Liên Hợp Quốc
Cơ quan Liên Hợp Quốc vì Bình đẳng giới và Trao quyền cho Phụ nữ (tiếng Anh: United Nations Entity for Gender Equality and the Empowerment of Women), cũng gọi là Phụ nữ Liên Hợp Quốc (UN Women), là một thực thể Liên Hợp Quốc vì vị thế của phụ nữ, được thành lập theo Nghị quyết 64/289 của Đại hội đồng Liên Hợp Quốc. UN Women ủng hộ quyền của phụ nữ và trẻ em gái, đồng thời tập trung vào nhiều vấn đề, bao gồm bạo lực đối với phụ nữ và bạo lực đối với người LGBTIQ+.
UN Women được thành lập bằng cách hợp nhất Quỹ Phát triển Phụ nữ của Liên Hợp Quốc (UNIFEM, thành lập năm 1976) và các thực thể khác, bắt đầu hoạt động vào tháng 1 năm 2011.

## Mục tiêu
UN Women hoạt động vì sự xóa bỏ phân biệt đối xử đối với phụ nữ và trẻ em gái; trao quyền cho phụ nữ; và đạt được bình đẳng giữa phụ nữ và nam giới là đối tác và các đối tượng của sự phát triển, quyền con người, hành động nhân đạo và hòa bình và an ninh.

## Hoạt động
Các hoạt động vì vai trò phụ nữ:
- Ngày Quốc tế Phụ nữ (International Women's Day): ngày 8/03.
- Ngày Quốc tế Phụ nữ góa (International Widows' Day): ngày 23/06, theo Nghị quyết A/RES/65/189 của Liên Hợp Quốc.
- Ngày Quốc tế Phụ nữ Nông thôn (International Day of Rural Women): ngày 15/10, theo Nghị quyết A/RES/62/136 của Liên Hợp Quốc.
- Ngày quốc tế loại bỏ bạo lực đối với Phụ nữ (International Day for the Elimination of Violence against Women): ngày 25/11, theo Nghị quyết A/RES/54/134 của Liên Hợp Quốc.
- Năm Quốc tế Phụ nữ (International Women's Year): năm 1975, theo Nghị quyết A/RES/3010 (XXVII) của Liên Hợp Quốc.[6]
- Thập niên Quốc tế Phụ nữ (United Nations Decade for Women: Equality, Development and Peace): thập niên 1976–1985, theo Nghị quyết A/RES/3520 (XXX) của Liên Hợp Quốc.[7]